# Asklepios Klinik Pasewalk
Die Asklepios Klinik Pasewalk ist ein Akutkrankenhaus in der Stadt Pasewalk im Südosten von Mecklenburg-Vorpommern. Träger ist die gleichnamige GmbH. 

## Profil
1956 wurde in Pasewalk ein Kreiskrankenhaus gegründet. Die Asklepios-Kliniken übernahmen das Krankenhaus 2002 und führten in den Jahren 2002 bis 2007 Umbau- und Sanierungsarbeiten am aktuellen Standort durch. Dabei wurden ein moderner OP-Trakt sowie eine neue Intensivstation und eine Intermediate Care Station eröffnet.
Mit 185 Betten gehört die Klinik in Pasewalk zu den kleinen deutschen Krankenhäusern. Jährlich werden etwa 8.600 Patienten stationär und 9.800 ambulant von ca. 60 Ärzten und 200 Pflegekräften behandelt (Stand: 11. November 2024).
Die Klinik ist auch ein Notfallkrankenhaus und sichert die medizinische Grundversorgung  für den Landkreis Vorpommern-Greifswald. Außerdem ist die Asklepios Klinik Pasewalk ein Akademisches Lehrkrankenhaus der Ernst-Moritz-Arndt Universität Greifswald.

## Abteilungen
Die Klinik in Pasewalk umfasst die nachfolgend aufgeführten medizinischen Fachbereiche (Stand: März 2025).
- Allgemein-, Viszeral- und Gefäßchirurgie
- Anästhesie und Intensivmedizin
- Fachübergreifende Frührehabilitation
- Geburtshilfe
- Geriatrie
- Gynäkologie
- Innere Medizin
- Kardiologie
- Kinder- und Jugendmedizin
- Neurologie
- Notfallambulanz
- Orthopädie und Unfallchirurgie
- Palliativmedizin
- Radiologie
- Urologie
- Zentrum für Seelische Gesundheit

## Medizinische Versorgungszentren
Das Krankenhaus in Pasewalk kooperiert mit den Medizinischen Versorgungszentren „Asklepios MVZ Vorpommern in Pasewalk“ mit folgenden räumlich integrierten Praxen (Stand: März 2025).
- Praxis für ärztliche Psychotherapie
- Praxis für Chirurgie
- Praxis für Hals-Nasen-Ohren-Heilkunde
- Praxis für Innere Medizin - Schwerpunkt Gastroenterologie
- Praxis für Innere Medizin - Schwerpunkt Kardiologie
- Praxis für Kinderheilkunde
- Schwerpunktpraxis für Onkologie und Diabetologie